# Championnats du monde de ski-alpinisme 2002
Navigation
Édition suivante
Les Championnats du monde de ski-alpinisme 2002 se sont tenus à Serre Chevalier en France, du 24 au 27 janvier 2002.
Organisé par l'International Council for Ski Mountaineering Competitions (ISMC), cette épreuve est la 1re éditions des championnats du monde de ski-alpinisme. En raison de fortes chutes de neige tous les événements ont été reportés d'un jour
L'événement a été organisé par la Fédération française de la montagne et de l'escalade (FFME). Les 230 participants viennent de 22 nations et de trois continents. Par rapport au Mezzalama Trofeo 1975, qui faisait office de «Championnat du monde de ski-alpinisme» avec des classes de «civils», «militaires» et «guides de montagne», la compétition ICSM est organisée seulement pour les membres d'équipes nationales civiles. Les participants des pays sans équipe pouvaient s'enregistrer avec l'aide des organisations nationales.

## Résultats

### Classements par nations et médailles
(all age groups)
| Rang | Pays               | Individuel | Individuel    | Individuel        | Individuel         | Par équipes | Par équipes   | Par équipes       | Par équipes        |              |
| Rang | Pays               | points     | Médaille d'or | Médaille d'argent | Médaille de bronze | points      | Médaille d'or | Médaille d'argent | Médaille de bronze | total points |
| 1    | France             | 1 122      | 3             | 3                 | 4                  | 510         | 1             | 2                 | 1                  | 1 632        |
| 2    | Italie             | 812        | 2             | 3                 | 2                  | 426         | 1             |                   |                    | 1 238        |
| 3    | Suisse             | 842        | 2             | 2                 | 1                  | 312         |               |                   |                    | 1 154        |
| 4    | Slovaquie          | 542        |               |                   |                    | 252         |               |                   | 1                  | 794          |
| 5    | Espagne            | 582        |               |                   | 1                  | 196         |               |                   |                    | 778          |
| 6    | Allemagne          | 132        |               |                   |                    | 144         |               |                   |                    | 276          |
| 7    | Andorre            | 184        | 1             |                   |                    | 72          |               |                   |                    | 256          |
| 8    | Autriche           | 92         |               |                   |                    | 90          |               |                   |                    | 182          |
| 9    | Bulgarie           | 127        |               |                   |                    | 22          |               |                   |                    | 149          |
| 10   | Pologne            | 45         |               |                   |                    | 74          |               |                   |                    | 119          |
| 11   | Roumanie           | 61         |               |                   |                    | 30          |               |                   |                    | 91           |
| 12   | Liechtenstein      | 66         |               |                   |                    |             |               |                   |                    | 66           |
| 13   | République tchèque | 2          |               |                   |                    | 56          |               |                   |                    | 58           |
| 14   | Grèce              | 3          |               |                   |                    | 32          |               |                   |                    | 35           |
| 15   | Belgique           | 3          |               |                   |                    | 22          |               |                   |                    | 25           |
| 16   | États-Unis         | 21         |               |                   |                    |             |               |                   |                    | 21           |
| 17   | Canada             | 1          |               |                   |                    | 10          |               |                   |                    | 11           |
| 18   | Argentine          | 1          |               |                   |                    | 8           |               |                   |                    | 9            |
| 19   | Chili              |            |               |                   |                    | 4           |               |                   |                    | 4            |
| 20   | Russie             | 2          |               |                   |                    | 2           |               |                   |                    | 4            |
| 21   | Danemark           |            |               |                   |                    | 2           |               |                   |                    | 2            |
| 22   | Corée du Sud       |            |               |                   |                    | 1           |               |                   |                    | 1            |

### Par équipes
Événement couru le 24 janvier 2002

Distance : 19 kilomètres

Différences altitude : 
- Ascension : 1 623 m
- Descente : 1 623 m

Liste des 10 meilleures équipes:
| Rang               | Equipe              | Temps total        |
| ------------------ | ------------------- | ------------------ |
| Médaille d'or      | Ducognon/Oggeri     | 2 h 26 min 13 s 24 |
| Médaille d'argent  | Favre/Toïgo         | 2 h 29 min 11 s 63 |
| Médaille de bronze | Bourillon/Lathuraz  | 2 h 29 min 31 s 10 |
| 4                  | Raso/Pellissier     | 2 h 31 min 44 s 45 |
| 5                  | Luyet/Mabillard     | 2 h 32 min 37 s 23 |
| 6                  | Madajová/Paliderová | 2 h 35 min 27 s 82 |
| 7                  | Vaudey/S. Champange | 2 h 37 min 18 s 92 |
| 8                  | Gachet/Guet         | 2 h 41 min 14 s 36 |
| 9                  | Baudena/Bones       | 2 h 43 min 26 s 67 |
| 10                 | Zimmermann/Magnenat | 2 h 44 min 03 s 82 |

| Rang               | Equipe                | Temps total        |
| ------------------ | --------------------- | ------------------ |
| Médaille d'or      | Murada/Boscacci       | 1 h 56 min 34 s 16 |
| Médaille d'argent  | Sbalbi/P. Blanc       | 1 h 57 min 34 s 77 |
| Médaille de bronze | Leitner/Svätojánsky   | 1 h 58 min 27 s 14 |
| 4                  | B. Blanc/C. Champange | 1 h 58 min 57 s 21 |
| 5                  | Brosse/Gignoux        | 1 h 59 min 30 s 43 |
| 6                  | Meilleur/Tomio        | 2 h 00 min 26 s 17 |
| 7                  | Hug/Schuwey           | 2 h 00 min 35 s 00 |
| 8                  | Fontana/Negroni       | 2 h 01 min 22 s 33 |
| 9                  | Nicolini/Mezzanotte   | 2 h 01 min 27 s 84 |
| 10                 | Trizna/Madaj          | 2 h 02 min 23 s 82 |

### Individuel
Événement couru le 27 janvier 2002
- Total participants hommes (tous âge confondu): 90
- Total participants femmes (tous âge confondu): 34
- Différences altitude :
  - Ascension : 1 505 m
  - Descente : 1 505 m

Liste des 10 meilleurs participants:
| Rang               | Participant          | Temps total        |
| ------------------ | -------------------- | ------------------ |
| Médaille d'or      | Valérie Ducognon     | 1 h 51 min 59 s    |
| Médaille d'argent  | Gloriana Pellissier  | 1 h 51 min 59 s 3  |
| Médaille de bronze | Catherine Mabillard  | 1 h 56 min 28 s    |
| 4                  | Delphine Oggeri      | 1 h 57 min 12 s 63 |
| 5                  | Corinne Favre        | 1 h 58 min 02 s    |
| 6                  | Jana Madajová        | 2 h 00 min 02 s    |
| 7                  | Carole Toïgo         | 2 h 00 min 14 s    |
| 8                  | Anne Bochatay        | 2 h 00 min 50 s    |
| 9                  | Miroslava Paliderová | 2 h 00 min 51 s    |
| 10                 | Véronique Lathuraz   | 2 h 01 min 05 s    |

| Rang               | Participant             | Temps total        |
| ------------------ | ----------------------- | ------------------ |
| Médaille d'or      | Stéphane Brosse         | 1 h 29 min 31 s 43 |
| Médaille d'argent  | Patrick Blanc           | 1 h 30 min 34 s 25 |
| Médaille de bronze | Carlo Battel            | 1 h 31 min 38 s 79 |
| 4                  | Ivan Murada             | 1 h 32 min 29 s 18 |
| 5                  | Cédric Tomio            | 1 h 32 min 57 s 00 |
| 6                  | Pierre-Marie Taramarcaz | 1 h 34 min 48 s 00 |
| 7                  | Alexander Hug           | 1 h 34 min 52 s 73 |
| 8                  | Olivier Nägele          | 1 h 35 min 05 s 00 |
| 9                  | Fabio Meraldi           | 1 h 35 min 22 s 00 |
| 10                 | Emmanuel Blanc          | 1 h 35 min 23 s 39 |

### Combiné
(Classement individuel et par équipe)
Liste des 10 meilleurs participants:
| Rang               | Participant          |
| ------------------ | -------------------- |
| Médaille d'or      | Valérie Ducognon     |
| Médaille d'argent  | Delphine Oggeri      |
| Médaille de bronze | Gloriana Pellissier  |
| 4                  | Corinne Favre        |
| 5                  | Catherine Mabillard  |
| 6                  | Carole Toïgo         |
| 7                  | Véronique Lathuraz   |
| 8                  | Nathalie Bourillon   |
| 9                  | Jana Madajová        |
| 10                 | Miroslava Paliderová |

| Rang               | Participant       |
| ------------------ | ----------------- |
| Médaille d'or      | Patrick Blanc     |
| Médaille d'argent  | Stéphane Brosse   |
| Médaille de bronze | Ivan Murada       |
| 4                  | Graziano Boscacci |
| 5                  | Cédric Tomio      |
| 6                  | Tony Sbalbi       |
| 7                  | Bertrand Blanc    |
| 8                  | Alexander Hug     |
| 9                  | Cyril Champange   |
| 10                 | Luciano Fontana   |